# 轡神社
轡神社（くつわじんじゃ）は、東京都板橋区の神社。

## 概要
創建年代は不明である。1180年（治承4年）、源義経が平泉から鎌倉に馳せ参じる途上、義経を乗せた馬が当地で倒れてしまった。義経は新しい馬で先を急いだが、倒れた馬はそのまま亡くなったので、馬を葬り、轡を外して祀ったという。
一説では徳川家康が当地で休憩し、休憩後に残された馬の轡を祀ったことからきているという。江戸時代は「轡権現」と呼ばれていた。なお付近には、家康の竹杖を祀る「竹根（竹丈）権現社」という神社もあったが、現在は氷川神社 (板橋区氷川町)に合祀されている他、板橋区仲宿に現存している。
明治時代の神仏分離政策により、「轡神社」に改称された。
義経の馬が「ゴホンゴホン」と咳して倒れたことから、百日咳を治すご利益があるとされ、多くの参拝者で賑わっていた。

## 氏子区域
- 特になし、氏子は数十戸ほど。

## 交通アクセス
- 中板橋駅より徒歩7分。